# Кристијан Такач
Кристијан Такач (мађ. Takács Krisztián; Будимпешта, 30. децембар 1985) мађарски је пливач чија специјалност су спринтерске трке слободним и делфин стилом. Вишеструки је мађарски олимпијац и национални рекордер у трци на 50 метара слободним стилом.